# Dazkırı (district)
Dazkırı is een Turks district in de provincie Afyonkarahisar en telt 11.165 inwoners (2007). Het district heeft een oppervlakte van 391,62 km².
De bevolkingsontwikkeling van het district is weergegeven in onderstaande tabel.
| 1997   | 2000   | 2007   |
| ------ | ------ | ------ |
| 15.942 | 15.620 | 11.165 |